# Heinrich Kuhl
Heinrich Kuhl (Hanau, Hesse, Alemania, 17 de septiembre de 1797-Buitenzorg [hoy Bogor], Java, 14 de septiembre de 1821) fue un naturalista y zoólogo alemán.
Trabajó de asistente de Coenraad Jacob Temminck en el Museo de Leiden. En 1817 publica una monografía sobre murciélagos y en 1819 Conspectus psittacorum. También publicará la primera monografía de petreles y una lista de todas las aves, ilustradas en Planches Enluminees de Daubenton.
En 1820 va de expedición a la isla de Java, luego parte de las coloniales Indias Orientales Neerlandesas, con su amigo Johan Coenraad van Hasselt (1797-1823) para estudiar la flora de la isla, enviando al Museo de Leiden 200 esqueletos, 200 pieles de mamíferos de 65 especies, 2.000 pieles de aves, 1.400 peces, 300 reptiles y anfibios, y muchos insectos y crustáceos.
En 1821 fallece en Buitenzorg (hoy Bogor) de una infección hepática provocada por el clima y su surmenage. Había estado menos de un año en Java. Johan van Hasselt continuó su obra coleccionando especímenes, pero falleció dos años más tarde.

## Algunas publicaciones
1817: Die deutschen Fledermäuse. Hanau, [s.n.], 67 pp. 2 Faltbl. (en dos partes: Ann. der Wetterauischen Gesellschaft für die gesamte Naturkunde. Hermannsche Buchhandlung, Frankfurt 1819, vol. 4 (1): 11–49 & 4 (2): 185–215, Taf. XXII, XXIII, XXV
1818: HENRICI KUHL math. et phys. stud. in academia Groningana, Responsum ad quaestionem, ab ordine disciplinarum mathematicarum et physicarum propositam… Ann. Academiae Groninganae 1816–1817, Jan Oomkens, Groningen, pp. 85–125 (versión abreviada Remarks on the characters and affinities of the orders. En: Thomas Edward Bowdich: An analysis of the natural classifications of Mammalia. Paris 1821, pp. 106–115
1820: Buffoni et Daubentoni figurarum avium coloratarum nomina systematica. Collegit Henricus Kuhl, Math. Mag. Phil. Nat. Doctor. Edidit, praefatione et indicibus auxit Theodorus van Swinderen, in Academia Groningana Professor ordinarius. Jan Oomkens (ed.) Groningen, 26 pp.
1820: Conspectus Psittacorum: cum specierum definitionibus, novarum descriptionibus, synonymis et circa patriam singularum naturalem adversariis, adjecto indice museorum, ubi earum artificiosae exuviae servantur. Nova Acta Physico-Medica, Academiae Caesareae Leopoldino-Carolinae Naturae Curiosorum, Adolph Marcus (ed.) Bonn, 10 (1): 1–104, Taf. 1–3 (Separata, Bonn 1820, 104 pp.
1820: (Digitalisat) (Diverse Kapitel auch als Separata Beiträge zur Zoologie und vergleichenden Anatomie. Erste Abtheilung. Beiträge zur Zoologie. Verlag der Hermannschen Buchhandlung, Frankfurt/Main, 152 pp.
Kuhl & van Hasselt 1820: Beiträge zur Zoologie und vergleichenden Anatomie. Zweite Abtheilung. Beiträge zur vergleichenden Anatomie. Verlag der Hermannschen Buchhandlung, Frankfurt/Main, 212, pp. 11 Taf.

## Honores
Fauna
- "axis de Bawean" Axis kuhlii
- murciélago "pipistrela de Kuhl" Pipistrellus kuhlii, se nombran en su honor

Flora
Género
- (Loganiaceae) Kuhlia Reinw. -- Cat. Gew. Buitenzorg (Blume) 51, nomen. 1823; et ex Blume, Bijdr. 777 1826 (IK)

- (Orchidaceae) Kuhlhasseltia  J.J.Sm. 1910 son dedicados a él y a Johan C. van Hasselt.

Especies
- (Arecaceae) Seaforthia kuhlii Mart. -- Hist. Nat. Palm. iii. 185 t. 158. f. 4 (IK)

- (Asclepiadaceae) Acanthostemma kuhlii Blume -- Rumphia 4: 29. 1849 (IK)

- (Asclepiadaceae) Hoya kuhlii Koord. -- Exkursionsfl. Java iii. 103 1912 in clavi. (IK)

- (Ebenaceae) Diospyros kuhlii Zoll. -- in Tiidschr. Nederl. Ind. xiv 1857 159 (IK)

- (Melastomataceae) Medinilla kuhlii Blume -- Flora 14: 514. 1831 (IK)

- (Orchidaceae) Appendicula kuhlii Rchb.f. -- Xenia Orchid. ii. 116 (IK)

- (Piperaceae) Peperomia kuhliana Miq. -- Syst. Piperac. (F.A.W. Miquel) 104 (IK)

- (Poaceae) Danthonia kuhlii Steud. -- Syn. Pl. Glumac. 1(3): 240. 1854 (IK)

- La abreviatura «Kuhl» se emplea para indicar a Heinrich Kuhl como autoridad en la descripción y clasificación científica de los vegetales.[1]

## Abreviatura (zoología)
La abreviatura Kuhl  se emplea para indicar a Heinrich Kuhl como autoridad en la descripción y taxonomía en zoología.

Todos sus reconocimientos y clasificaciones de nuevas especies fueron de la familia Orchidaceae.

## Fuente
Traducciones de los Arts. en lengua francesa, inglesa y germana.